# Larisa Latynina
Larisa Semjonovna Latynina (ryska: Лариса Семёновна Латынина), född 27 december 1934 i Cherson i Ukrainska SSR i Sovjetunionen, är en sovjetisk före detta gymnast. Under åren 1956–1964 vann hon 18 OS-medaljer (nio guld, fem silver och fyra brons). Med detta är hon den idrottare som vunnit näst flest medaljer genom tiderna i de olympiska spelen, efter den amerikanske simmaren Michael Phelps (23 OS-guld). Hon hade dock länge rekordet för antalet individuella medaljer, 14. Detta rekord blev 2016 slaget av Michael Phelps. 
Efter att hon avslutat sin karriär 1966 blev hon coach för det sovjetiska landslaget.